# Rabat, Malta
Rabat (malteško Ir-Rabat) je mesto v severni regiji Malte, po popisu marca 2014 ima 11.497 prebivalcev.  Ime mesta izhaja iz arabske besede za "predmestje" - الرباط, saj je bilo to predmestje stare prestolnice Mdina. Polovica današnjega mestnega jedra je bila del rimskega mesta Melite, preden je bilo spremenjeno med fatimidsko zasedbo. Tukaj je sedež apostolske nunciature svetega sedeža za Republiko Malto. Lokalni svet v Rabatu upravlja Baħrijo.

## Znamenitosti
- Cerkev svetega Pavla je bila zgrajena v spomin in čast apostola Pavla in jo je postavil škof Publij. Legenda pravi, da je apostol, ko je tri mesce živel na Malti v jami, ki se imenuje po njem, pod desno stransko ladjo, spreobrnil rimskega guvernerja Publija v krščanstvo. V jami je zdaj kip apostola. V drugi jami, ki je bila očitno zapor, so v stropu luknje, v katerih so bili zvezani zaporniki. V cerkvi so tudi freske iz 16. stoletja.
- Katakombe svete Agate so bile od 3. do 5. stoletja grobišče. Mogoče je videti različne vrste grobnic, v nekaterih so še vedno freske iz tistega časa. Tukaj naj bi se sveta Agata skrivala pred poganskim guvernerjem Sicilije Kvintijanom. V podzemni kapeli ob vhodu so freske iz 12. do 13. stoletja.
- Katakombe svetega Pavla so največje v Rabatu in so labirint hodnikov, ki vodijo do številnih grobov.

## Popularna kultura
Deli filmov München (Steven Spielberg), Black Eagle (Eric Karson ) in Troja (Wolfgang Petersen) so bili posneti v Rabatu.